# Сестри Катриченко
Сестри Катриченко: Тетяна Катриченко (26 травня 1979 року, Київ) та Наталя Катриченко (17 грудня 1983 року, Київ) — лялькарки.
Рідні сестри разом творять прадавні обереги української родини — ляльки-мотанки. Тетяна поєднує кольори й створює обличчя, Наталя — відтворює старовинні візерунки, а також створює нові авторські вишивки.

## Освіта
Обидві закінчили Інститут журналістики КНУ імені Тараса Шевченка. За фахом працюють і досі.

## Виставкова діяльність
- 4-28 квітня 2012 року перша персональна виставка «Мотанка.UA» у музеї Гетьманства (Київ).

Основа виставки — 16 ляльок-мотанок. Колористика кожної з них схожа на кольори державних прапорів команд європейських збірних, яким пощастило грати у червні цього року на ЄВРО-2012 у Польщі та Україні.
Усі мотанки виконані традиційною технікою — без голки та шиття. Окрім сукні та фартуха. Вони оздобленні традиційною українською ручною вишивкою. На старовинну домоткану тканину лягли різні техніки: стебловий шов, качалочка, зерновий вивід, хрестик, лиштва, ретязь, штапівка, кривулька…
«У традиційній для України ляльці ми поєднали суто українське та іноземне. Наприклад, у вишивці для ляльки, яка представляє Хорватію, ми ввели не тільки кольори прапора, а й геометрію. Впізнати Францію можна по лілеям, Англію — по трояндам, Італію — по соняшникам»,- говорить лялькарка Наталка Катриченко.
- 10 — 20 травня участь у фестивалі «ETHNO'лялька» (IV фестиваль «Ляльковий світ»), Львівський палац мистецтв.
- 10 червня — 10 липня 2012 року виставка «Мотанка.UA» представлена на Днях української культури (Варшава).
- 27 червня — 10 липня 2012 року участь у 13-му Міжнародному фестивалі культур та мистецтв в Бююкчекмедже (International Büyükçekmece Culture and Art Festival, Istanbul).

«Цікаво було дізнатись, як люди на межі Заходу та Сходу сприйматимуть традиційну українську ляльку. А особливо, викладений на обличчі хрест з ниток. Це для українців хрест — сакральний символ сонця, а поєднання вертикальної і горизонтальної ліній — поєднання жіночого і чоловічого. Мусульмани ж до хрестів ставляться, м'яко кажучи, дещо з пересторогою. Що й говорити, коли, наприклад, декілька років тому під тиском мусульманських громад відомі європейські футбольні клуби „Барселона“ та „Реал“ зі своїх емблем змушені були прибрати головний символ християнства — хрест. Проте, на наших ляльках турецьких мусульман хрест на лякав. Вони його сприймали швидше як декоративний елемент, і навіть не намагалися вдаватися до символічних припущень», — пригадують майстри.
- 1-2 грудня 2012 року виставка ляльок-мотанок сестер Катриченко в Етнографічному музеї у Вроцлаві (Польща) в рамках святкування 55-річниці об'єднання українців у Польщі «Віва Україна».
- У липні 2016 сестри Наталя та Тетяна Катриченко представили власноруч створені вишивані ляльки-мотанки, які представляють 24 області України та тимчасово окупований Крим.